# HD 189567
HD 189567 (HR 7644 / HIP 98959 / GJ 776) es una estrella en la constelación de Pavo de magnitud aparente +6,07. Se encuentra a 58 años luz de distancia del sistema solar. 

## Características
HD 189567 es una enana amarilla de tipo espectral G2V con una temperatura superficial de 5726 K.
En esta misma constelación, δ Pavonis e ι Pavonis son estrellas semejantes; al igual que éstas, HD 189567 es un análogo solar de características físicas comparables a las del Sol.
De luminosidad prácticamente igual a la luminosidad solar —su magnitud absoluta también es +4,83—, es menos masiva que el Sol, con una masa estimada de 0,88 masas solares.
No obstante, parece ser una estrella notablemente más antigua que el Sol, con una edad estimada en el rango de 8000 - 8700 millones de años.

## Composición química
El contenido metálico de HD 189567 difiere del solar.
Así, su abundancia relativa de hierro es sólo un 58% de la que tiene el Sol,
tendencia también observada en otros elementos químicos como magnesio, cromo y bario; en el caso de circonio y neodimio, los valores observados son sólo ligeramente inferiores a los solares.
En cuanto a la abundancia relativa de elementos ligeros, HD 189567 presenta una abundancia relativa de litio —elemento con el rango de niveles más amplio entre estrellas semejantes al Sol—, inferior al solar (logє[Li] < 0,82).
Su abundancia de berilio es similar a la de nuestra estrella.

## Sistema planetario
La metalicidad y cinemática de HD 189567, así como el hecho de que no se conozca ningún planeta gigante orbitando a menos de 2 UA, han propiciado que figure entre los 25 objetivos principales del «Catálogo de Sistemas Estelares Habitables» del Instituto SETI.
En 2011 se descubrió la presencia de un planeta extrasolar de baja masa, denominado HD 189567 b, en órbita alrededor de esta estrella.
Tiene una masa mínima equivalente a 10 veces la masa de la Tierra, moviéndose a una distancia de 0,11 UA respecto a HD 189567.
Su período orbital es de sólo 14,3 días.
| Acompañante (En orden desde la estrella) | Masa (MJ)         | Período orbital (días) | Semieje mayor (UA) | Excentricidad |
| ---------------------------------------- | ----------------- | ---------------------- | ------------------ | ------------- |
| HD 189567 b                              | > 0,0316 ± 0,0034 | 14,275 ± 0,0052        | 0,1099 ± 0,0018    | 0,23 ± 0,14   |